# Jimmie Rivera
James Ernesto Rivera (Ramsey, New Jersey, 29 de junio de 1989) es un artista marcial mixto estadounidense que compitió en la categoría de peso gallo en Ultimate Fighting Championship.

## Carrera en artes marciales mixtas

### Ultimate Fighting Championship
Rivera hizo su debut enfrentando a Marcus Brimage el 18 de julio de 2015 en UFC Fight Night 72, reemplazando a Ian Entwistle lesionado. Ganó la pelea por KO en la primera ronda.
Rivera se enfrentó a Pedro Munhoz el 7 de noviembre de 2015 en UFC Fight Night 77. Ganó la pelea por decisión dividida.
Rivera se enfrentó a Iuri Alcântara el 30 de enero de 2016 en UFC en Fox 18. Ganó la pelea por decisión unánime. Tras el combate, Rivera recibió el premio a la Actuación de la Noche.
Rivera se enfrentó a Urijah Faber el 10 de septiembre de 2016 en el UFC 203. Ganó la pelea por decisión unánime.
Rivera se enfrentó a Thomas Almeida el 22 de julio de 2017 en UFC en Fox 25. Ganó la pelea por decisión unánime, extendiendo su racha de victorias a 20.
Se esperaba que Rivera enfrentara a Dominick Cruz el 30 de diciembre de 2017 en el UFC 219. Sin embargo, Cruz sufrió una fractura en el brazo en el entrenamiento y tuvo que retirarse de la pelea, y fue reemplazado por John Lineker. El 24 de diciembre, Lineker se retiró de la pelea citando una infección dental. Luego de una negociación fallida con Marlon Moraes en un intento por permanecer en la tarjeta, Rivera anunció que no competirá en el evento.
Rivera se enfrentó a Marlon Moraes el 1 de junio de 2018 en UFC Fight Night 131. Perdió la pelea por nocaut en la primera ronda tras una patada en la cabeza y golpes. Esta fue la primera vez que Rivera fue noqueado en su carrera de MMA.
Rivera se enfrentó a John Dodson el 8 de septiembre de 2018 en UFC 228. Ganó la pelea por decisión unánime.

## Boxeo a puño limpio
En noviembre de 2021, se anunció que Rivera había firmado un contrato exclusivo con Bare Knuckle Fighting Championship. 
Rivera hizo su debut contra Howard Davis el 24 de junio de 2022 en BKFC 26: Hollywood.  La pelea de ida y vuelta terminó en un empate mayoritario.
Rivera se enfrentó a Bekhzod Usmonov el 19 de mayo de 2023 en BKFC 43 y ganó la pelea por decisión unánime. 
Rivera se enfrentó a Jeremy Stephens el 2 de diciembre de 2023 en BKFC 56,   y perdió por nocaut técnico debido a una interrupción médica. 

## Campeonatos y logros

### Artes marciales mixtas
- Ultimate Fighting Championship
  - Pelea de la Noche (Una vez)

- Cage Fury Fighting Championships
  - Campeón de peso gallo de CFFC (Una vez)

- King of the Cage
  - Campeón de peso mosca (135 lbs) de KOTC (Una vez)

- Ring of Combat
  - Campeón de peso gallo de ROC (Una vez)

## Récord en artes marciales mixtas
| Resultado | Récord | Oponente            | Método                              | Evento                                   | Fecha                    | Ronda | Tiempo | Localización               | Notas                                               |
| --------- | ------ | ------------------- | ----------------------------------- | ---------------------------------------- | ------------------------ | ----- | ------ | -------------------------- | --------------------------------------------------- |
| Derrota   | 23–5   | Pedro Munhoz        | Decisión (unánime)                  | UFC Fight Night: Rozenstruik vs. Gane    | 27 de febrero de 2021    | 3     | 5:00   | Las Vegas, Nevada          | Pelea de la Noche.                                  |
| Victoria  | 23–4   | Cody Stamann        | Decisión (unánime)                  | UFC on ESPN: Kattar vs. Ige              | 16 de julio de 2020      | 3     | 5:00   | Abu Dhabi                  | Combate de peso pluma.                              |
| Derrota   | 22–4   | Petr Yan            | Decisión (unánime)                  | UFC 238                                  | 8 de junio de 2019       | 3     | 5:00   | Chicago, Illinois          |                                                     |
| Derrota   | 22–3   | Aljamain Sterling   | Decisión (unánime)                  | UFC on ESPN: Ngannou vs. Velasquez       | 17 de febrero de 2019    | 3     | 5:00   | Phoenix, Arizona           |                                                     |
| Victoria  | 22–2   | John Dodson         | Decisión (unánime)                  | UFC 228                                  | 8 de septiembre de 2018  | 3     | 5:00   | Dallas, Texas              |                                                     |
| Derrota   | 21–2   | Marlon Moraes       | KO (patada a la cabeza)             | UFC Fight Night: Rivera vs. Moraes       | 1 de junio de 2018       | 1     | 0:33   | Utica, Nueva York          |                                                     |
| Victoria  | 21–1   | Thomas Almeida      | Decisión (unánime)                  | UFC on Fox: Weidman vs. Gastelum         | 22 de julio de 2017      | 3     | 5:00   | Uniondale, New York        |                                                     |
| Victoria  | 20–1   | Urijah Faber        | Decisión (unánime)                  | UFC 203                                  | 10 de septiembre de 2016 | 3     | 5:00   | Cleveland, Ohio            |                                                     |
| Victoria  | 19–1   | Iuri Alcântara      | Decisión (unánime)                  | UFC on Fox: Johnson vs. Bader            | 30 de enero de 2016      | 3     | 5:00   | Newark, New Jersey         | Pelea de la Noche.                                  |
| Victoria  | 18–1   | Pedro Munhoz        | Decisión (dividida)                 | UFC Fight Night: Belfort vs. Henderson 3 | 7 de noviembre de 2015   | 3     | 5:00   | São Paulo                  |                                                     |
| Victoria  | 17–1   | Marcus Brimage      | KO (golpes)                         | UFC Fight Night: Bisping vs. Leites      | 18 de julio de 2015      | 1     | 1:29   | Glasgow                    |                                                     |
| Victoria  | 16–1   | Carson Beebe        | KO (golpe)                          | CFFC 48: Good vs. Burrell                | 9 de mayo de 2015        | 1     | 0:16   | Atlantic City, New Jersey  | Defendió el título de peso gallo de CFFC.           |
| Victoria  | 15–1   | Anthony Durnell     | TKO (golpe)                         | CFFC 43: Webb vs. Good                   | 1 de noviembre de 2014   | 3     | 3:22   | Atlantic City, New Jersey  | Ganó el título vacante de peso gallo de CFFC.       |
| Victoria  | 14–1   | Cody Stevens        | Decisión (unánime)                  | CFFC 35: Heckman vs. Makashvili          | 26 de abril de 2014      | 3     | 5:00   | Atlantic City, New Jersey  |                                                     |
| Victoria  | 13–1   | Sidemar Honório     | Decisión (unánime)                  | WSOF 5                                   | 14 de septiembre de 2013 | 3     | 5:00   | Atlantic City, New Jersey  |                                                     |
| Victoria  | 12–1   | Brian Kelleher      | Decisión (unánime)                  | Bellator 95                              | 4 de abril de 2013       | 3     | 5:00   | Atlantic City, New Jersey  |                                                     |
| Victoria  | 11–1   | Jesse Brock         | Decisión (unánime)                  | Bellator 83                              | 7 de diciembre de 2012   | 3     | 5:00   | Atlantic City, New Jersey  |                                                     |
| Victoria  | 10–1   | Joel Roberts        | Decisión (unánime)                  | Ring of Combat 42                        | 14 de septiembre de 2012 | 3     | 5:00   | Atlantic City, New Jersey  | Defendió el título de peso gallo de Ring of Combat. |
| Victoria  | 9–1    | Justin Hickey       | Decisión (unánime)                  | Ring of Combat 41                        | 15 de junio de 2012      | 3     | 5:00   | Atlantic City, New Jersey  | Ganó el título de peso gallo de Ring of Combat.     |
| Victoria  | 8–1    | Jared Papazian      | Decisión (unánime)                  | KOTC: Empire                             | 3 de febrero de 2011     | 5     | 5:00   | San Bernardino, California | Defendió el título de peso mosca de KOTC            |
| Victoria  | 7–1    | Abel Cullum         | Decisión (dividida)                 | KOTC: No Mercy                           | 17 de septiembre de 2010 | 5     | 5:00   | Mashantucket, Connecticut  | Ganó el título de peso mosca de KOTC                |
| Victoria  | 6–1    | Carlos David        | TKO (golpes)                        | Ring of Combat 29                        | 16 de abril de 2010      | 2     | 2:59   | Atlantic City, New Jersey  |                                                     |
| Victoria  | 5–1    | Claudio Ledesma     | Decisión (unánime)                  | UCC 1: Merciless                         | 19 de marzo de 2010      | 3     | 5:00   | Jersey City, New Jersey    |                                                     |
| Victoria  | 4–1    | Nick Garcia         | Decisión (unánime)                  | Bellator 11                              | 12 de junio de 2009      | 3     | 5:00   | Uncasville, Connecticut    |                                                     |
| Victoria  | 3–1    | Willie Gates        | Sumisión (triangle choke)           | Bellator 2                               | 10 de abril de 2009      | 3     | 3:17   | Uncasville, Connecticut    |                                                     |
| Victoria  | 2–1    | Tyler Venice        | Sumisión técnica (rear-naked choke) | Ring of Combat 23                        | 20 de febrero de 2009    | 2     | 1:13   | Atlantic City, New Jersey  |                                                     |
| Derrota   | 1–1    | Jason McLean        | Decisión (dividida)                 | Ring of Combat 22                        | 21 de noviembre de 2008  | 3     | 4:00   | Atlantic City, New Jersey  |                                                     |
| Victoria  | 1–0    | Fernando Bernandino | Decisión (unánime)                  | Ring of Combat 21                        | 12 de septiembre de 2008 | 2     | 4:00   | Atlantic City, New Jersey  |                                                     |

## Récord en boxeo a puño limpio
| Récord profesional | Récord profesional | Récord profesional |
| 3 peleas           | 1 victorias        | 1 derrotas         |
| ------------------ | ------------------ | ------------------ |
| Nocaut             | 0                  | 1                  |
| Decisión           | 1                  | 0                  |
| Empate             | 1                  | 1                  |

| Resultado | Récord | Oponente        | Método               | Evento             | Fecha                  | Ronda | Tiempo | Localización        | Notas |
| --------- | ------ | --------------- | -------------------- | ------------------ | ---------------------- | ----- | ------ | ------------------- | ----- |
| Derrota   | 1–1–1  | Jeremy Stephens | TKO (parada médica)  | BKFC 56: Utah      | 2 de diciembre de 2023 | 3     | 2:00   | Salt Lake City      |       |
| Victoria  | 1–0–1  | Bekhzod Usmonov | Decisión (Unánime)   | BKFC 43: Omaha     | 19 de mayo de 2023     | 5     | 2:00   | Omaha, Nebraska     |       |
| Empate    | 0–0–1  | Howard Davis    | Empate (mayoritario) | BKFC 26: Hollywood | 24 de junio de 2022    | 5     | 2:00   | Hollywood, Florida, |       |